# Pentti Vikström
Pentti Vikström (* 9. Dezember 1951 in Oulainen) ist ein finnischer Bogenschütze.
Vikström nahm an den Olympischen Spielen 1988 in Seoul teil und belegte im Einzelwettbewerb den 7. Rang. Mit der Mannschaft erreichte er Platz 4.